# Sao (civilisation)

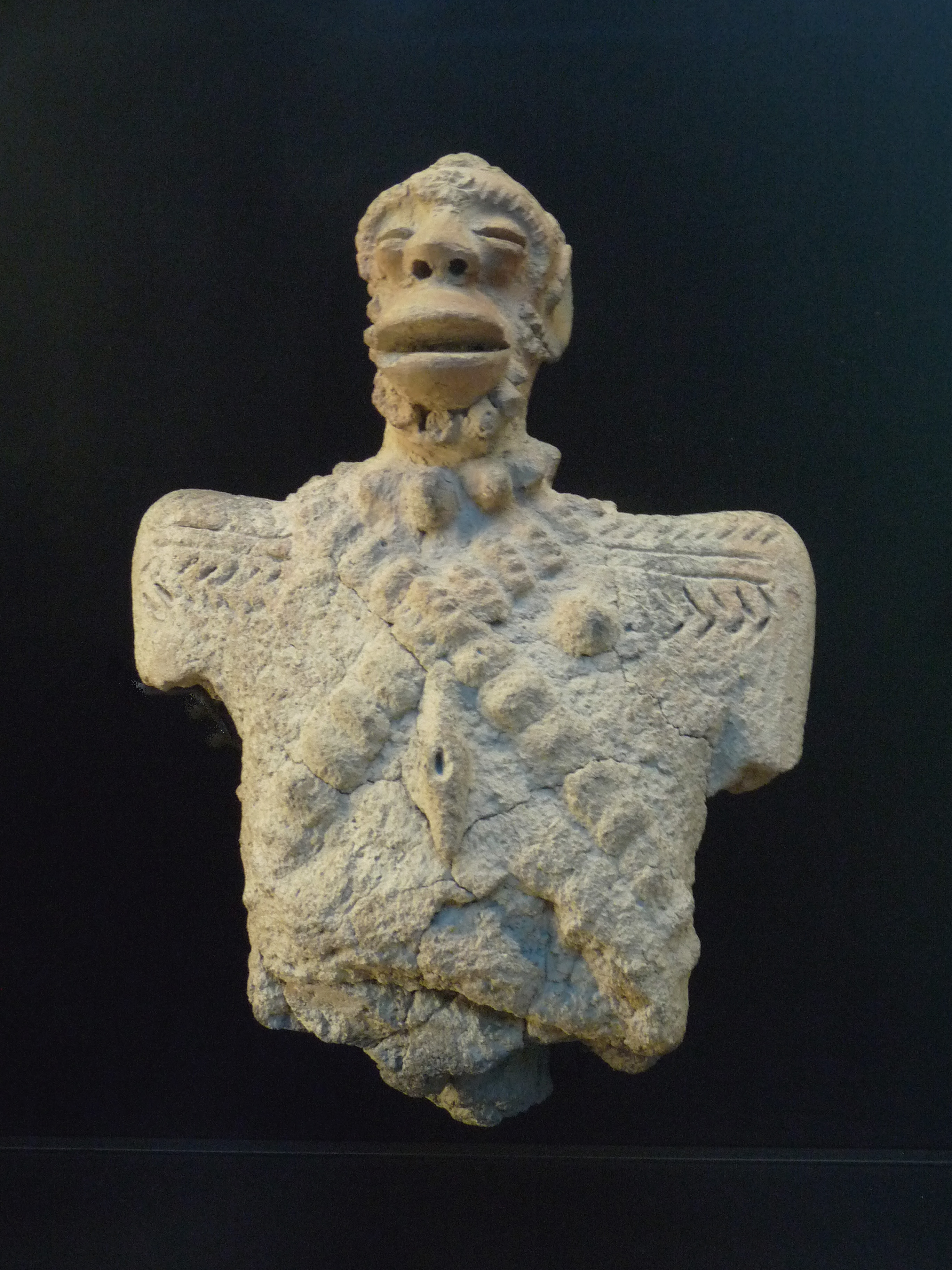
Fragment de figurine anthropomorphe en terre cuite Sao

Les Sao (ou Saô, Saou, Sow, So, Sô, Soo) forment une ancienne population d'Afrique centrale constituée de groupes distincts par leur langue et leur mode de vie, qui se sont fédérés autour de quelques cités plus puissantes. Ils habitaient dans les basses vallées du Logone, du Chari et de la Yoobé sur un territoire correspondant à une partie du Cameroun, du Tchad et du Nigeria actuels. Ils habitaient également les oasis du Kawar dans l'actuel Niger, avant l'installation des populations toubous et kanouris.
Le terme « Sô » est mentionné pour la première fois par des écrivains de langue arabe au XIVe siècle, ce qui, littéralement, signifie « les hommes d'autrefois ». D'après les légendes, les Sao avaient des dimensions et des pouvoirs surhumains. Les fouilles archéologiques ont mis au jour une riche civilisation matérielle.

## Origines
Les origines des Sao ont longtemps été un mystère pour la plupart des ethnologues, laissant la place à des théories peu crédibles au sujet de leurs ascendances. Cependant, des recherches archéologiques récentes ont révélé que ce peuple était simplement des indigènes du bassin du lac Tchad et que leurs origines ultimes se trouvent au sud du lac,,. Ces recherches ont également démontré que la civilisation Sao s'est développée localement à partir des cultures antérieures de la région (comme la culture Gajiganna, qui est apparue vers 1800 avant notre ère et a amorcé des constructions de villes fortifiées vers 800 avant notre ère). Les artefacts des Sao montrent qu'ils formaient une civilisation sophistiquée travaillant le bronze, le cuivre et le fer. Les découvertes comprennent des sculptures en bronze et des statues en terre cuite représentant des personnages humains et animaux, des pièces de monnaie, des urnes funéraires, des ustensiles ménagers, des bijoux, des poteries très décorées et des lances.
Les linguistes classent leurs dialectes au sein de la famille des langues soudaniques (un sous groupe appartenant aux langues nilo-sahariennes).

## Historique
Entre les VIIe et VIIIe siècles, des nomades à la peau plus claire arrivent dans la région du Kanem, alors habitée par une population noire, les Sao, qu’ils soumettent. Les nomades installent leur capitale à l’Est du lac Tchad, à Njimi. Leur première dynastie est celle des Sefuwa.
Les cités-États Sao sont envahies par le Kanem au XVe siècle. La population est métissée entre les nomades et les populations locales.
Afin de former ce qui sera le Grand Kanem, les Kanembu décident de coloniser l’ouest du lac et de maîtriser les Sao de cette région (le Bornou). Les Sefuwa exercent une répression féroce sur les Sao, qui se réfugient à l’intérieur du lac.
Ceci marque le début des agressions subies par ces populations du Sud : royaume du Kanem, du Bornou, Kanem-Bornou, du Baguirmi puis du Ouaddaï au XVIe siècle. Les attaques et exterminations connaissent leur apogée au XIVe siècle sous le règne du Kanem Idrīs Alaoma : destruction des camps fortifiés et des habitations Sao, destruction des champs et des récoltes, abattage des arbres, interdictions de sortir des camps et villes fortifiées. Les Sao furent vaincus par la famine.

## Une civilisation née de l’argile
Les Sao vivaient en cités encloses dans une muraille (à l’origine du nom des Sao) de terre crue de base large de 3,5 à 4 mètres, et occupaient des buttes anthropiques ou villages de huttes (desquels ont été exhumées des figurines Sao) en bordure d’eau.

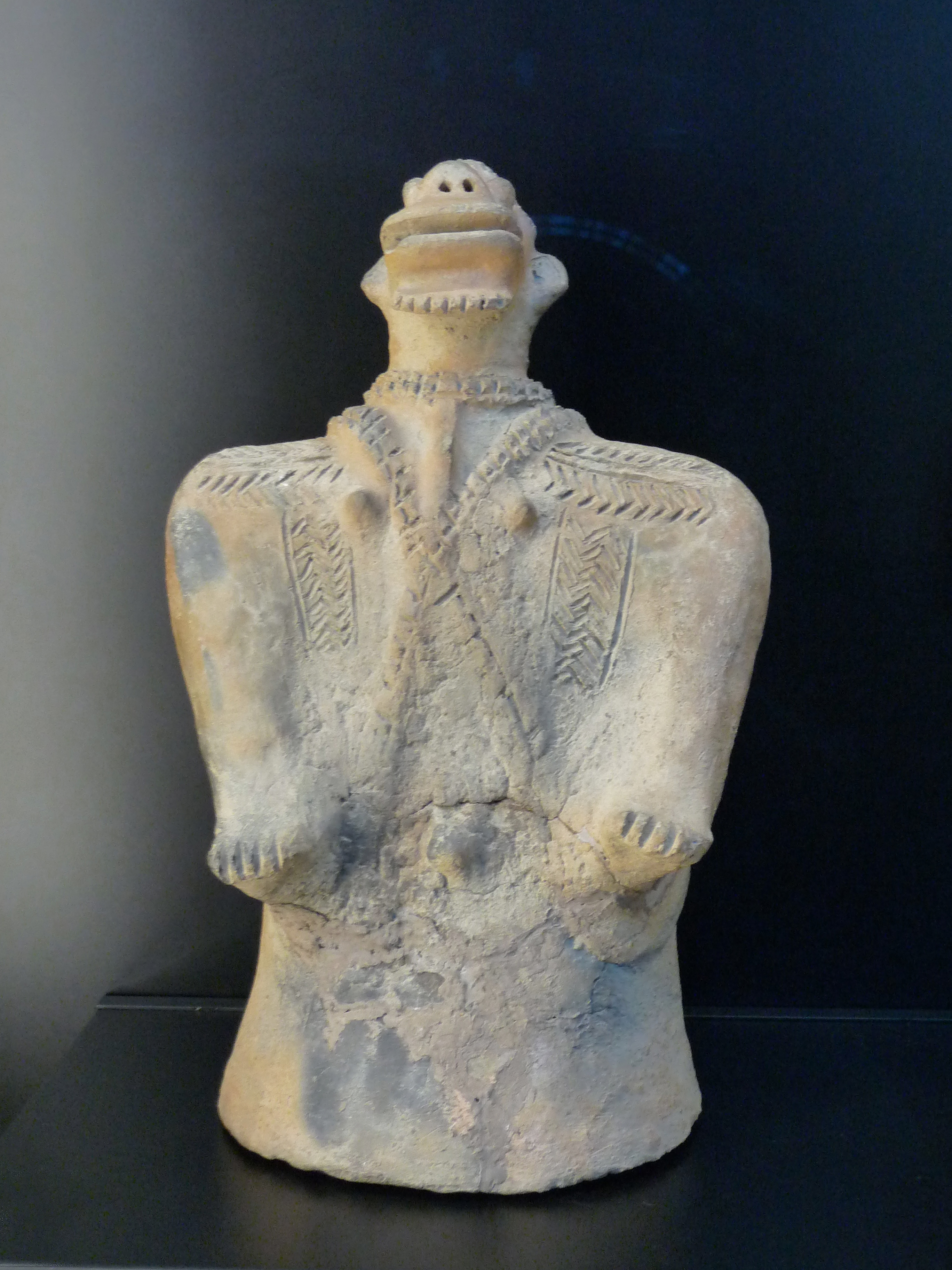
Personnage barbu Musée du quai Branly
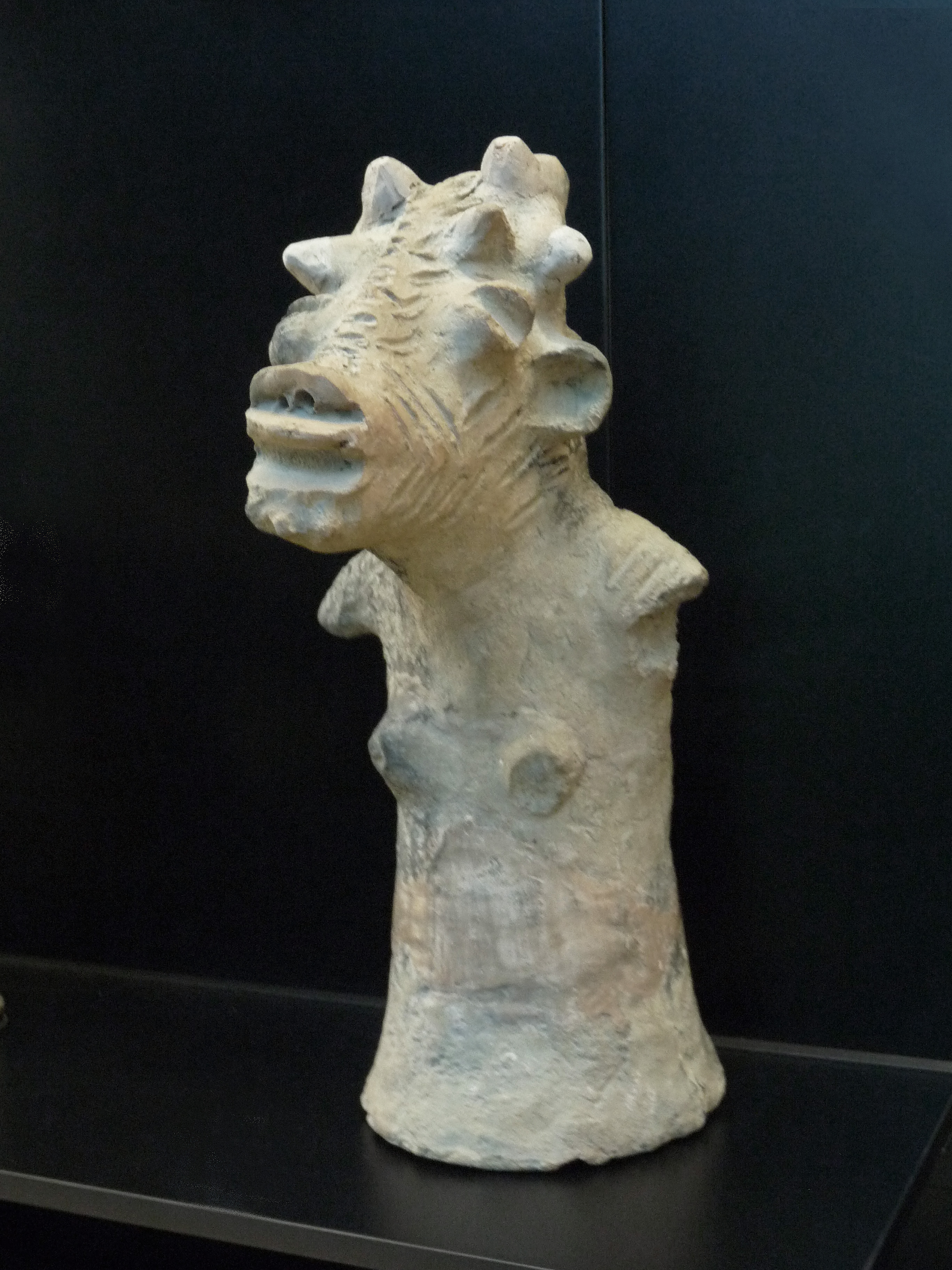
Danseur masqué Musée du quai Branly
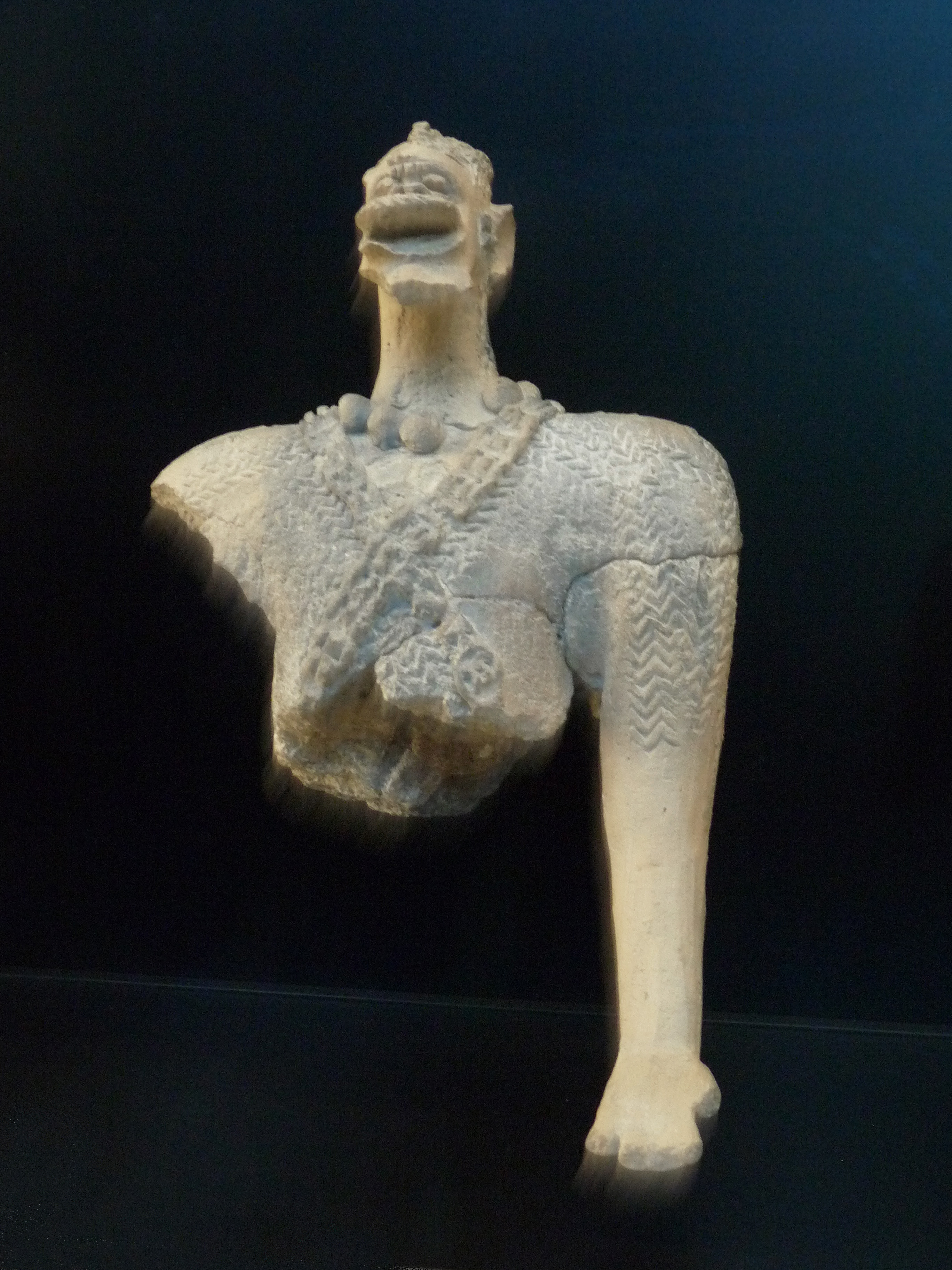
Personnage aux larges épaules Musée du quai Branly
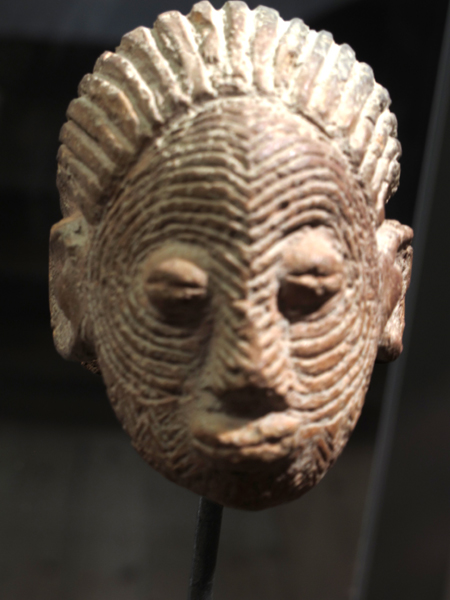
Tête Sao, IXe – XIe siècle Muséum de La Rochelle

Les Sao maîtrisent l’argile et la céramique. Outre le mobilier domestique et cultuel, qui compte des vases de toutes formes et des fourneaux munis de trous d’aération, les potiers produisent un abondant outillage, des bijoux, des jouets, des symboles monétaires.
Le fer n’est pas présent dans tous les sites visités et découverts par les archéologues. Le cuivre l’était beaucoup plus et était fondu à la cire perdue.
Entre le XVIIe siècle et la première moitié du XIXe siècle, certains Sao étaient inhumés dans des doubles jarres : le corps du défunt, en position fœtale, était enterré dans une grande jarre servant de cercueil puis recouvert d’une autre. Les inhumations étaient regroupées en cimetières. Les grandes jarres servaient aussi à cacher les jeunes enfants lors des périodes troubles, pour les protéger de la violence.

## Organisation économique et familiale
Les Sao étaient des pêcheurs et des agriculteurs. Ils étaient robustes et grands selon les ossements mis au jour.
Les femmes Sao portaient aux lèvres des labrets allant de la simple rondelle au plateau. Cette pratique aurait eu pour objet de rebuter les étrangers et les esclavagistes du Nord. Elle pouvait aussi répondre à un canon esthétique et serait la marque de la différenciation sexuelle.
Les Sao rendaient un culte à leurs ancêtres, au génie de l’eau, et pratiquaient le totémisme.

## Les descendants des Sao
Certains de leurs descendants vivent toujours dans les mêmes contrées, divisées aujourd’hui entre le Cameroun, le Nigeria et le Tchad. C'est notamment le cas des peuples Kotoko et Massa.

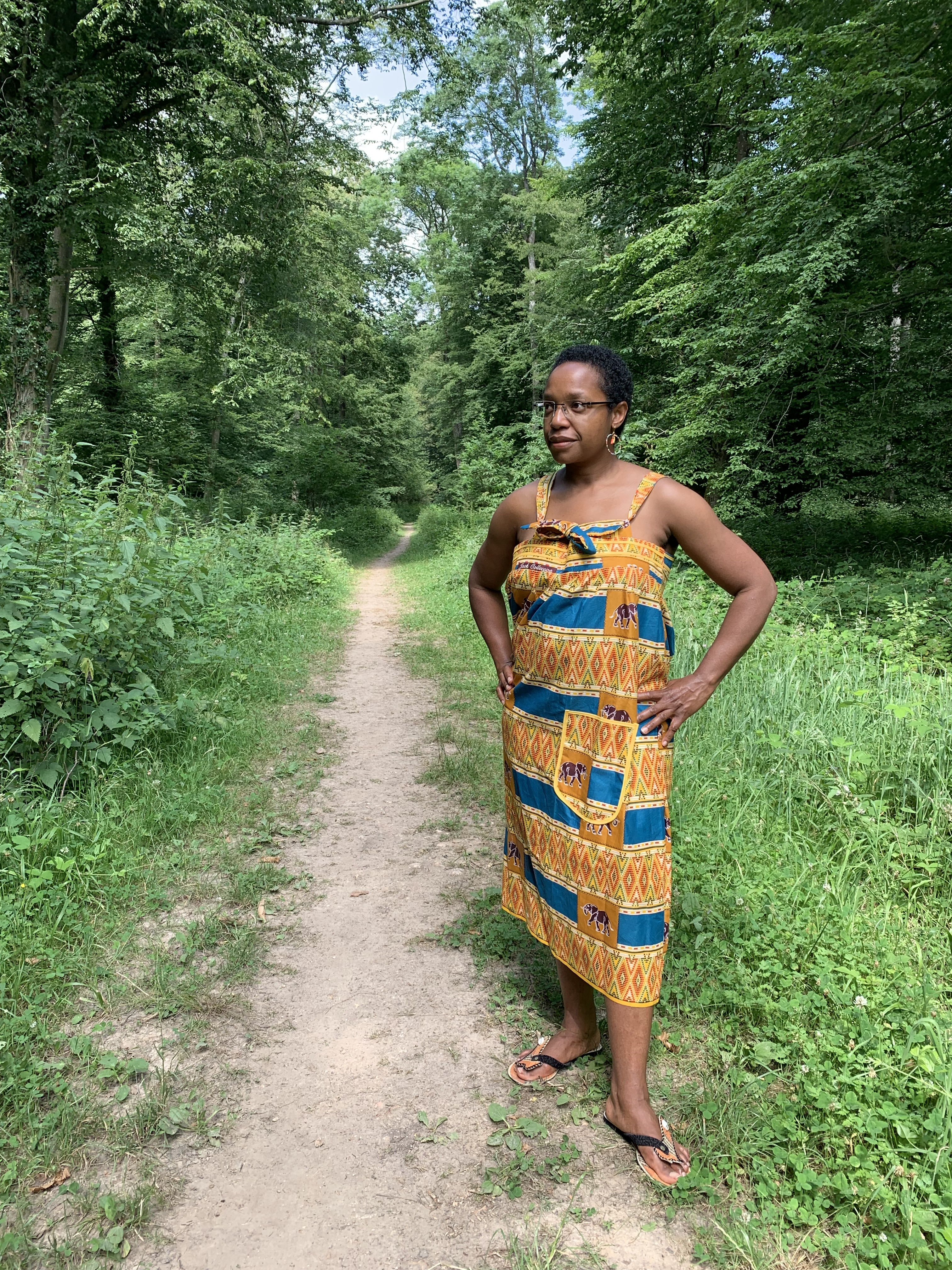
Une descendante génétique "L2a1c1" de la civilisation Saô.

Les Bakoko sont leurs descendants, les Beti du Cameroun,Islamisés de longue date, ils ont toutefois conservé de nombreuses pratiques préislamiques : ils rendent par exemple un culte à l’esprit de l’eau, à certains arbres, à des pierres.
Le jour de l'indépendance du Tchad, le ministre de la Culture français André Malraux a déclaré : « Monsieur le Président, les Sao sont vos Gaulois ».